# CS Volei Alba-Blaj
CS Volei Alba-Blaj ist ein rumänischer Frauen-Volleyballverein aus Blaj in Siebenbürgen, der in der rumänischen Divizia A1 spielt.

## Geschichte
Der Verein wurde 2011 gegründet und spielt seit 2012 in der höchsten rumänischen Spielklasse Divizia A1. Hier gewann man 2015, 2016, 2017, 2019 und 2020 die nationale Meisterschaft sowie 2017, 2019 und 2021 den Pokal. Seit 2014 spielt CS Volei Alba-Blaj auch im europäischen CEV-Pokal und in der Champions League.

## Bekannte (ehemalige) Spielerinnen
- Adina Salaoru
- Roxana Bacșiș
- Nneka Onyejekwe
- Samara Almeida
- Silvana Chausheva
- Lena Möllers
- Naoko Hashimoto
- Ana Cleger
- Tijana Malešević
- Nataša Krsmanović
- Jovana Vesović
- Ana Antonijević
- Bianka Buša
- Lucie Smutná
- Martina Útlá
- Selime İlyasoğlu
- Sonja Elisabeth Newcombe